# والتر بنی
والتر بنی (انگلیسی: Walter Bäni؛ زادهٔ ۱۷ فوریهٔ ۱۹۵۷) دوچرخه‌سوار اهل سوئیس است.